# مقنزعيات
المقنزعيات (الاسم العلمي: Cariamiformes) أو Cariamae وهي رتبة من الطيور لا تطير ويعتقد أنها موجودة منذ أكثر من 63 مليون سنة مضت.
تشمل المجموعة الفصائل :
- قنزعيات (Seriemas)
- فوروسرهاسيدا المنقرضة (Phorusrhacidae) (طيور الرعب)
- باثورنيثيدا المنقرضة (Bathornithidae)
- ايديورنيثيدا المنقرضة (Idiornithidae)
- اميغينورنيثيدا المنقرضة (Ameghinornithidae)

على الرغم أنها تعتبر بشكل تقليدي رتيبة من الكركيات استنادا إلى دراسات مورفولوجية وجينية الا أنها قد تنتمي إلى مجموعة منفصلة من الطيور كالصقريات، الببغائيات والعصفوريات.